# Bujny-Biszewo
Bujny-Biszewo – wieś w Polsce położona w województwie podlaskim, w powiecie wysokomazowieckim, w gminie Wysokie Mazowieckie.
W latach 1975–1998 miejscowość administracyjnie należała do województwa łomżyńskiego.
Wierni kościoła rzymskokatolickiego należą do parafii  Wniebowzięcia NMP w Sokołach.

## Historia wsi
Wieś nad rzeczką Śliną. Bujny-Biszewo zostało najprawdopodobniej założone przez rycerzy herbu Bujny (odmiana herbu Ślepowron) z Pęsy koło Nowogrodu.
W I Rzeczypospolitej miejscowość należała do ziemi bielskiej.
Pod koniec XIX w. powiecie mazowieckim, gmina i parafia Sokoły.
W roku 1921 naliczono tu 6 budynków z przeznaczeniem mieszkalnym oraz 31 mieszkańców (15 mężczyzn i 16 kobiet). Wszyscy podali narodowość polską. Wyznanie rzymskokatolickie zgłosiło 30 osób, a 1 prawosławne.

## Obiekty zabytkowe
- cmentarz wojenny z I wojny światowej[11]

## Współcześnie
We wsi 5 gospodarstw i około 20 stałych mieszkańców.